# Кучкинське Лісничество
Ку́чкинське Лісни́чество (рос. Кучкинское Лесничество, марій. Кучко лесничество) — селище у складі Медведевського району Марій Ел, Росія. Входить до складу Азяковського сільського поселення.
Стара назва — Кучкинське лісничество.

## Населення
Населення — 17 осіб (2010; 18 у 2002).
Національний склад (станом на 2002 рік):
- лучні марійці — 50 %
- росіяни — 50 %